# Crossaster campbellicus
Crossaster campbellicus är en sjöstjärneart som beskrevs av McKnight 1973. Crossaster campbellicus ingår i släktet Crossaster och familjen solsjöstjärnor.
Artens utbredningsområde är havet kring Nya Zeeland. Inga underarter finns listade i Catalogue of Life.